# Kauxwhi
Kauxwhi is een dorp in het district North-West in Botswana. De plaats telt 2040 inwoners (2011).